# Comunidad de El Milagro

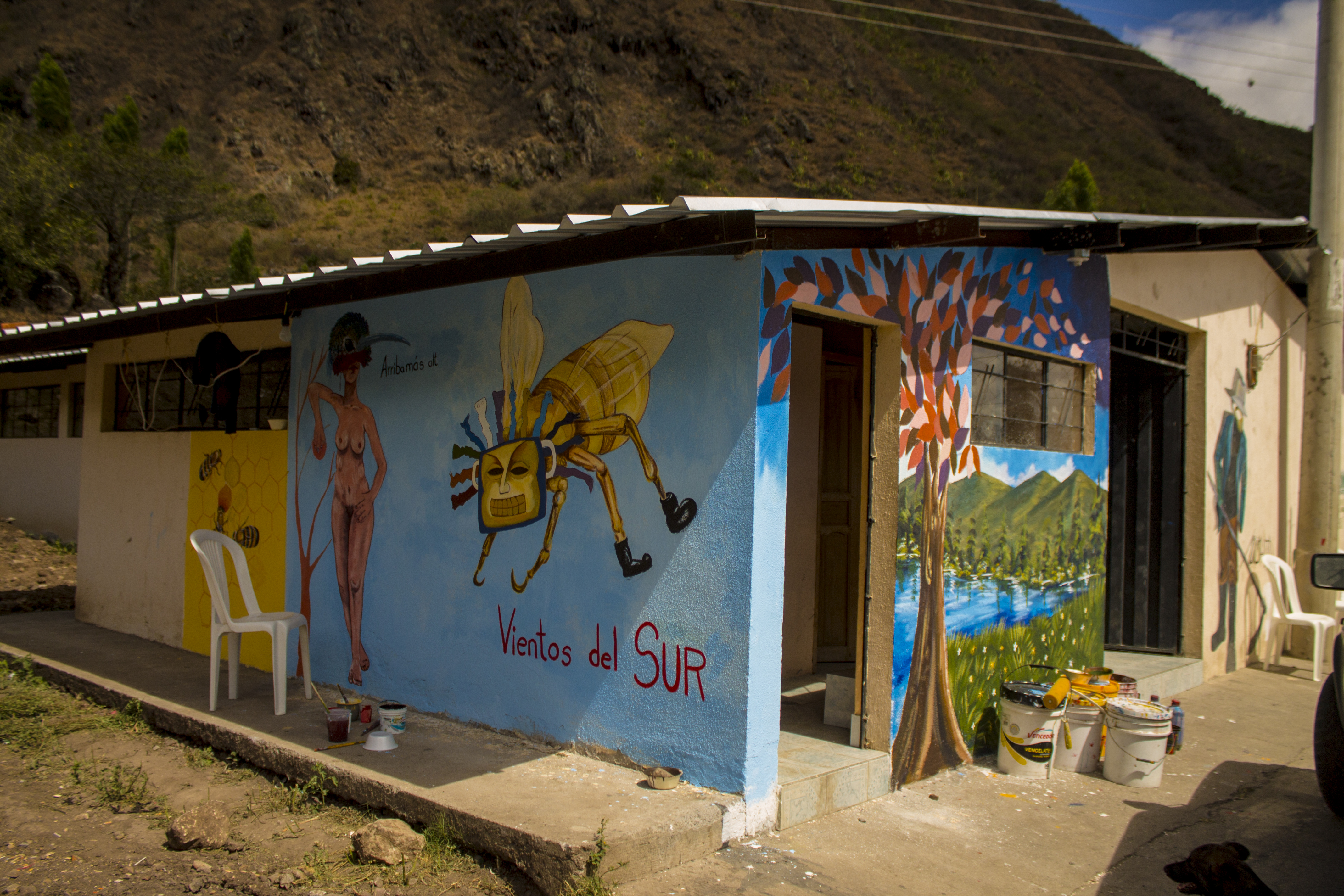
Murales de Johana Flores, Javier Trujillo y Andrea Parreño en la casa comunal de la comunidad El Milagro.

La comunidad El Milagro es una comunidad de la parroquia La Concepción, cantón Mira en la provincia del Carchi, en Ecuador, situada a 175 kilómetros al norte de la ciudad de Quito.

## Historia

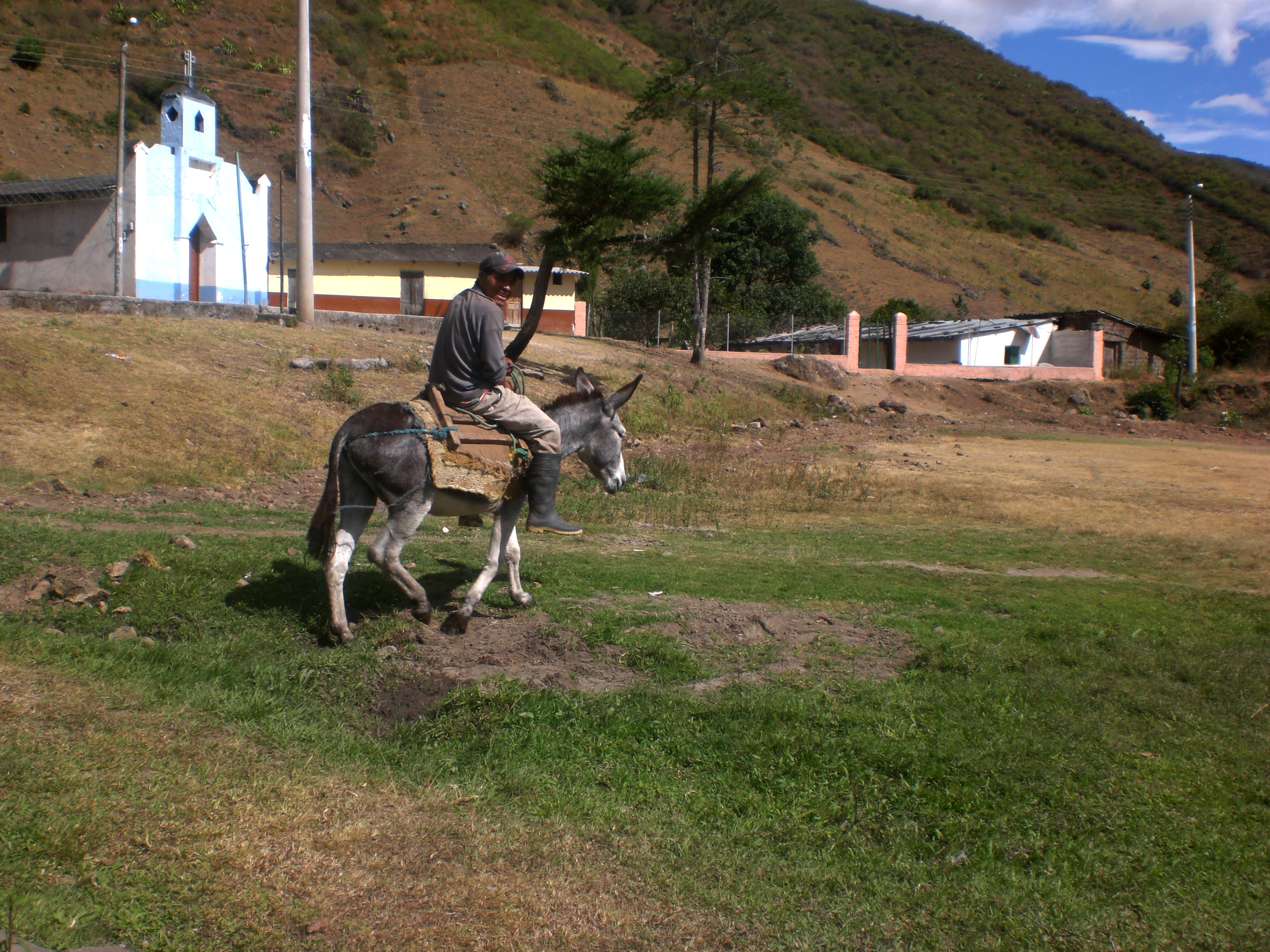
Cancha del Milagro en La Concepción Carchi.

La comunidad del Milagro es fruto del proceso de reforma agraria impulsado en los años sesenta y setenta en Ecuador. Por esos años campesinos provenientes principalmente de Monte Olivo y guasipungueros de la hacienda de se organizaron para constituir una cooperativa agrícola a la que le denominado "Cooperativa Rey del Norte" en la que participaron 62 socios.
No sé sabe cuándo se fundó pero se cree que fue en los años 60

## Cultura

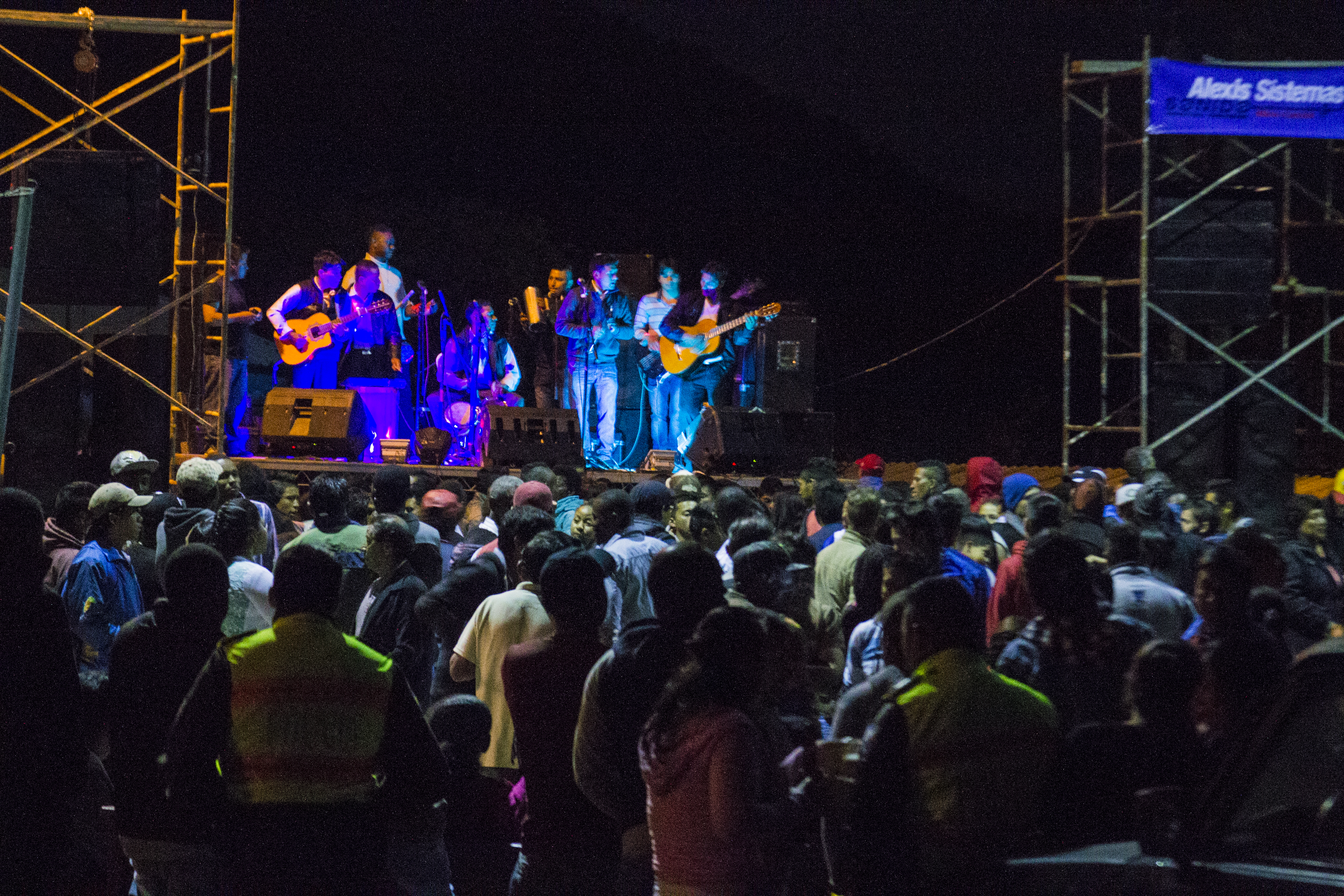
Grupo de Música Evolet en la Quinta edición del Festival Internacional Monte Adentro realizado en el año 2015.

La comunidad guarda una amplia expresión artística y cultural, los mayores conocen una gran cantidad de cuentos, leyendas, muchos de estos son testimonios de aventuras y anécdotas de sus pobladores, poseen la fiesta del Divino Niño que se realiza en enero, de esta comunidad es el conocido grupo de música Bomba Kings.
En la actualidad se realiza el festival internacional de Arte y Cultura Campesina Monte Adentro organizado por el colectivo Vientos del Sur y la comunidad.

## Ambiente
La comunidad del Milagro aunque ha sufrido gran impacto por la deforestación aún guarda bosques con diversidad de árboles y animales, quebradas de agua cristalina que nace desde los páramos de la reserva ecológica El Ángel.

## Transporte
La comunidad cuenta con un camino de segundo orden por el que transitan camionetas y camiones además cuentan con una ruta de bus diaria que sale desde el terminal de la ciudad de Ibarra.

## Economía.

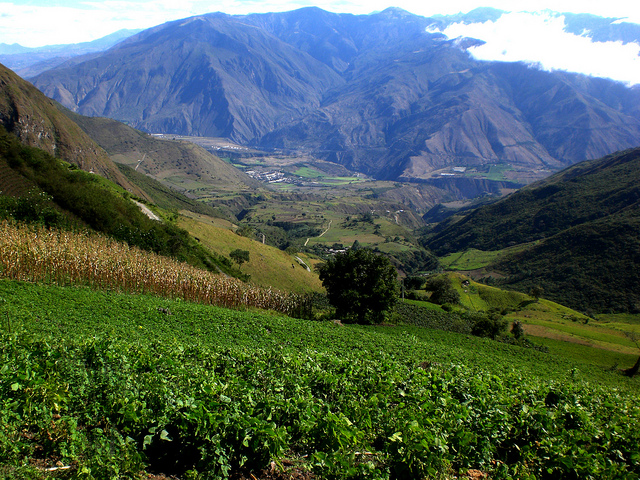
Cultivos de frejol y maíz en la comunidad El Milagro.

La gente de la comunidad del Milagro vive principalmente de la agricultura, ganadería y la crianza de animales menores, la tierra de este sector es muy fértil, principalmente se cultiva maíz y frijol pero se produce en pequeñas cantidades, tomate riñón , el pimiento, caña de azúcar, pepinillo, yuca, hortalizas, café, ovos, moro chillo, plátano, aguacate, ají, camote, guandul, papaya 